# Circuito di traffico aeroportuale

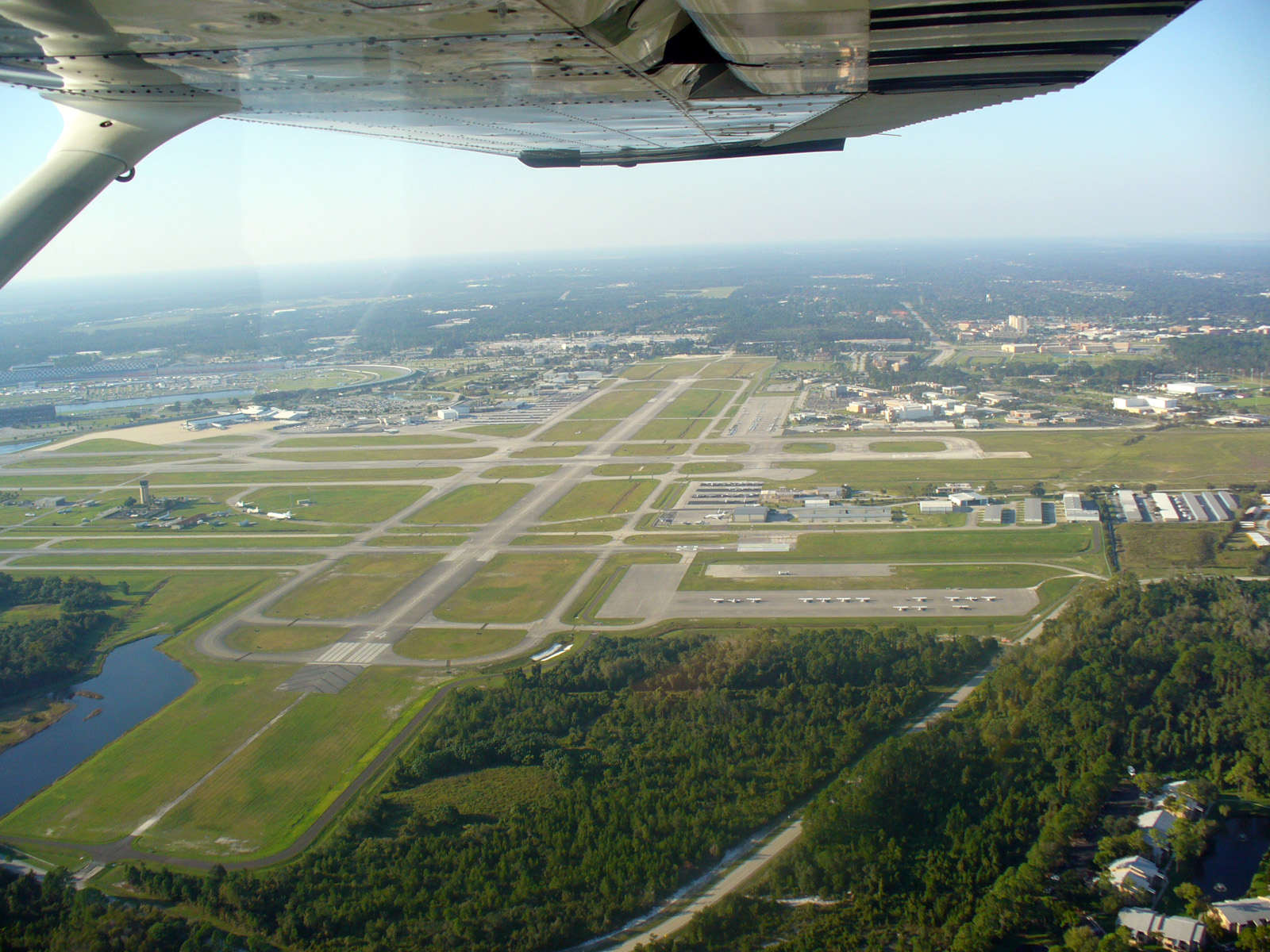
L'aeroporto di Daytona Beach osservato dalla base destra per pista 34, o dal sottovento destro pista 07

Il circuito di traffico aeroportuale, in inglese aerodrome traffic circuit, è il tragitto standard che gli aeromobili percorrono, seguendo le regole del volo a vista, per effettuare un avvicinamento o atterrare su di un aeroporto.
Il circuito è caratterizzato da una quota specifica, detta quota di circuito, e da un senso di percorrenza standard antiorario, con virate verso sinistra (circuito sinistro) ma che, ove previsto, può essere orario, con virate verso destra (circuito destro).

## Caratteristiche
Il circuito di traffico aeroportuale si compone di 3 segmenti fondamentali:
- il sottovento (in inglese downwind );
- la base (in inglese base leg o base);
- il finale (in inglese final).

Normalmente la direzione di atterraggio degli aeromobili è quella controvento, a meno che la configurazione della pista di atterraggio, il traffico in atto o requisiti di sicurezza impongano una direzione diversa: ad esempio, se il vento proviene da Est, l'aeromobile atterrerà sulla pista procedendo verso Est.

## Procedure
Le manovre che normalmente si effettuano sono le seguenti:
1. Inserimento nel circuito di traffico aeroportuale entrando nel segmento sottovento, tratto parallelo alla pista, a destra o a sinistra di essa, da percorrersi con vento in coda;
2. Arrivati alla fine del sottovento, virata di 90° per entrare nel segmento base, tratto perpendicolare alla direzione di atterraggio;
3. Arrivati alla fine della base, virata di 90 gradi per entrare nel segmento finale, tratto in cui si effettua la discesa finale fino all'atterraggio sulla pista;
4. Atterraggio.

In un aeroporto dove c'è un ente di controllo del traffico aereo, il pilota deve seguire le istruzioni fornite dalla torre di controllo.
Normalmente, in un aeroporto dove non c'è un ente di controllo del traffico, il pilota deve comunicare l'effettuazione delle manovre ("auto-annuncia"), cioè l'ingresso nei diversi segmenti del circuito.
In funzione della provenienza dell'aeromobile, del traffico già presente nel circuito e della direzione del vento e quindi dell'atterraggio, è possibile omettere il segmento sottovento o anche il segmento base del circuito, inserendosi direttamente nel segmento finale.

Su aeroporti in cui non è disponibile il servizio di controllo del traffico aereo oppure il Servizio Informazioni Volo Aeroportuale e comunque a titolo precauzionale in caso di avaria radio, è disponibile apposita segnaletica visibile dall'alto, posizionata nell'area denominata quadrato segnali, ad indicare ai piloti:
- la direzione di atterraggio, mediante un caratteristico segnale a forma di "T". orientato parallelamente alla pista in uso e con la l'asta superiore della T rivolta verso la direzione di decollo e di atterraggio;
- il senso non standard (verso destra) del circuito di traffico aeroportuale, mediante una freccia di grandi dimensioni rivolta verso destra.